# Благой Ханджиски
Благой Ханджийски (на македонска литературна норма: Благој Ханџиски) е политик от Северна Македония.

## Биография
Роден е на 6 юни 1948 година в беровското село Владимирово. Завършва Електротехническия факултет в Скопие, а след това става доктор на електротехническите науки. Започва работа като електроинженер в Рудници и железарница Скопие. После работи в Търговското предприятие „Славия“. През 1973 година започва да работи в Електротехнически факултет като редовен професор. Известно време е член на ЦК на ЮКП.
Народен представител е между 1991 и 1994 година. От 1992 до 1995 е генерален секретар на Социалдемократическия съюз на Македония. В периода 1994-1997 г. е избран за министър на отбраната, а след това от 1997 до 1998 г. е министър на външните работи. През 1998 г. отново е избран за народен представител в Събранието на Република Македония.
През 2003 г. е назначен за посланик на Република Македония в Гърция, изпълнява тази длъжност до 2010 г.
На 3 януари 2011 г. е назначен за извънреден и пълномощен посланик на Република Македония в България.